# Bella (roman)
Pour les articles homonymes, voir Bella.
Bella est un roman à clef de Jean Giraudoux, publié en 1926 aux éditions Grasset.

## Résumé
Dans les années qui suivent la Première Guerre mondiale, Philippe Dubardeau est amoureux de Bella de Fontranges, dont le mari, fils du ministre de la justice Rebendart, est mort à la guerre. Prise dans la profonde querelle qui oppose les Rebendart aux Dubardeau, Bella, qui ne parvient pas à réconcilier les adversaires, y laissera la vie.

## Analyse
Selon Samuel Silvestre de Sacy, sous des noms fictifs, Bella est une mise en scène de l'opposition Berthelot-Poincaré, au début des années 1920.

« On peut voir en Bella un pamphlet politique où l'écrivain défend son chef et protecteur, le secrétaire général aux Affaires étrangères Philippe Berthelot, contre Raymond Poincaré, le président du Conseil. Plus généralement, Bella s'interroge sur l'harmonisation des contraires : les intérêts de la France et ceux d'une Europe nouvelle, le masculin et le féminin, la poésie et la loi. Grâce à Bella, le narrateur ne ressent plus en lui division ou brouille. »

— Gerald Prince, Guide du roman de langue française

## Éditions
- Bella, éditions Grasset, 1926
- Bella, éditions Émile-Paul Frères, 1928, 18 pointes-sèches par Hermine David.